# 486 Кремона
486 Кремона (енгл. 486 Cremona) је астероид главног астероидног појаса. Приближан пречник астероида је 21,85 km,
а средња удаљеност астероида од Сунца износи 2,352 астрономских јединица (АЈ).
Инклинација (нагиб) орбите у односу на раван еклиптике је 11,077 степени, а орбитални период износи 1317,775 дана (3,607 године). Ексцентрицитет орбите астероида износи 0,162.
Апсолутна магнитуда астероида износи 10,89 а геометријски албедо 0,163.
Астероид је откривен 11. маја 1902. године.